# Stor flagspætte
Den store flagspætte (latin: Dendrocopos major) er en spætteart, der lever i Europa (herunder Danmark), det nordlige Afrika og i store dele af Asien. Stor flagspætte er den almindeligste danske spætte.
I Danmark yngler stor flagspætte over hele landet, bortset fra mindre øer med kun lidt skov som Ærø og Anholt. Den er især almindelig i blandskov med udgåede træer. Dens trommen høres oftest i marts og april. De danske fugle er standfugle. I år med ringe frøsætning i nåleskovene nord for Danmark, kan mange unge fugle gæste landet.
Den store flagspætte har en længde på ca 23 cm og vejer omkring 90 g. Hannen kendes på sin røde nakkeplet. Ungfuglene har rød isse.  
Den lever om sommeren især af insekter, mens den om vinteren tager frø fra koglerne af fyr eller gran. Stor flagspætte kan desuden tage andre fugles æg eller unger.